# Scharfer Hasel-Milchling
Der Scharfe Hasel-Milchling (Lactarius pyrogalus, syn. Lactarius hortensis), aufgrund seines brennend scharfen Geschmacks auch Beißender Milchling oder Brennreizker genannt, ist eine Pilzart aus der Familie der Täublingsverwandten (Russulaceae). Die Fruchtkörper sind gräulich gefärbt und haben entfernt stehende, gelbliche Lamellen. Der Pilz wächst bei Haseln.

## Merkmale
Die Art hat einen Hut von 5–10 cm Durchmesser, der graubraun oder graugelb ist, bisweilen auch mit Oliv- oder Lilatönen. Er ist flach konvex bis ganz flach und wird mit zunehmendem Alter trichterförmig. Der Hut ist manchmal konzentrisch gezont, er ist dünnfleischig und wird bei Nässe klebrig, glänzt aber nicht. Der Stiel misst 4–6 cm in der Länge und 7–15 mm im Durchmesser. Er ist allgemein zylindrisch, aber manchmal an der Basis verdickt. Der Stiel ist weißlich oder hat die Farbe des Hutes, sein Fleisch ist ebenfalls weißlich. Der Pilz hat leicht bogig herablaufende Lamellen, die gelb bis orange gefärbt sind, im Alter jedoch ockerfarben werden. Das Fleisch sondert einen brennend scharfen, weißen Milchsaft aus, der sich mit Kalilauge gelb färbt.
Der Scharfe Hasel-Milchling produziert einen hellockerfarbenen Sporenabdruck; die Sporen sind breit elliptisch mit Warzen und einem unvollständigen Netzwerk. Sie erreichen Dimensionen von 7–8 mal 5,5–7 µm. Die Sporen sind amyloid, das heißt, sie färben sich mit Melzers Reagenz blau.

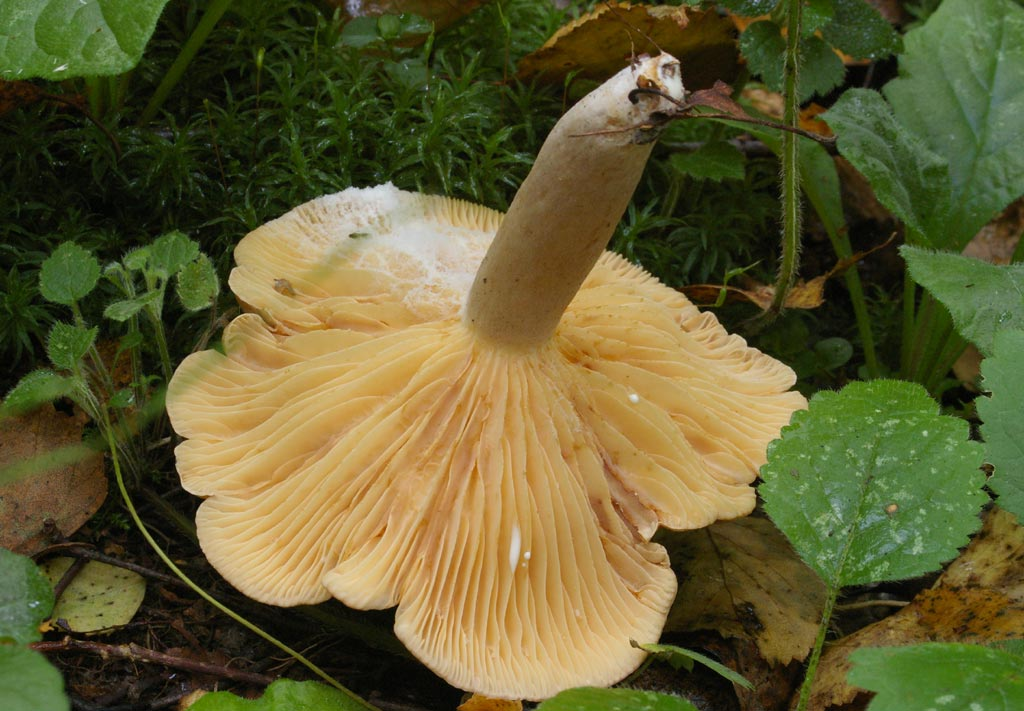
Charakteristisch sind die gelblichen, entfernt stehenden und leicht herablaufenden Lamellen.

## Ökologie und Phänologie
Der Scharfe Hasel-Milchling ist ein Mykorrhizapilz und wächst nur bei Hasel. Er ist nicht an Wälder gebunden und wächst häufig in Haselgehölzen, die für Stockausschlag bewirtschaftet werden.
Er ist weit verbreitet und kommt von August bis Oktober vor.

## Bedeutung
Lactarius pyrogalus hat einen sehr scharfen, bitteren Geschmack und ist säuerlich. Dies spiegelt sich sowohl in seinem deutschen Namen, als auch in der wissenschaftlichen Bezeichnung "pyrogalus" wider, was mit "Feuermilch" übersetzt werden kann. Obwohl ungiftig, wird er als ungenießbar angesehen.

## Verwechslung
Der Gebänderte Hainbuchen-Milchling ist ebenso scharf, wächst aber bei Hainbuchen und hat einen stärker gezonten Hut, außerdem hat er dichtere, nicht herablaufende Lamellen.
Der Verbogene Milchling hat einen dickfleischigeren, mehr violettlichen Hut, etwas gedrängtere Lamellen und einen violettgrauen Stiel mit gelber Basis. Außerdem wächst er bei Birken, Fichten und Kiefern.
Die entfernt stehenden, gelben Lamellen unterscheiden den Scharfen Hasel-Milchling von anderen grauen Lactarius-Arten wie dem Blassrandigen Milchling.

## Taxonomie
Lactarius pyrogalus wurde zuerst 1792 von dem französischen Mykologen Bulliard als Agaricus pyrogalus beschrieben, bevor er 1838 von dem Schweden Elias Magnus Fries seinen derzeitigen wissenschaftlichen Namen erhielt. Sein spezifischer Name pyrogalus leitet sich aus den altgriechischen Wurzeln pyro- "Feuer" und gala "Milch" ab.
Da die Originalbeschreibung von "Lactarius pyrogalus" nicht einer der beiden Arten eindeutig zuzuordnen ist, wird der Name von manchen Autoren auch für den Gebänderten Hainbuchen-Milchling verwendet.